# Euophrys rosenhaueri
Euophrys rosenhaueri es una especie de araña saltarina del género Euophrys, familia Salticidae. Fue descrita científicamente por Koch L. en 1856.
Habita en España.